# Phellandrium dodonaei
Phellandrium dodonaei är en flockblommig växtart som beskrevs av Pietro Bubani. Phellandrium dodonaei ingår i släktet Phellandrium och familjen flockblommiga växter. Inga underarter finns listade i Catalogue of Life.